# Polski Związek Myśli Wolnej
Polski Związek Myśli Wolnej (PZMW) – ruch świecki, liberalno-wolnomyślicielski. 

## Historia
Powołany w 1926 roku przez grupę byłych działaczy Stowarzyszenia Wolnomyślicieli Polskich. Przewodniczącym został Zygmunt Radliński, w skład zarządu wchodzili m.in.: Tadeusz Kotarbiński, Józef Landau. W czerwcu 1930 PZWM zorganizował w Warszawie tzw. Koło Intelektualistów (pod kierownictwem Tadeusza Kotarbińskiego), której podstawowym celem było pogłębianie teoretyczne zasad myśli wolnej oraz stworzenie ośrodka, grupującego intelektualistów-wolnomyślicieli z całego kraju. Od października 1930 do grudnia 1935 Koło wydawało własny miesięcznik „Racjonalista” pod redakcją Józefa Landau.
Program związku zakładał działania na rzecz laicyzacji życia publicznego: usunięcie nauki religii ze szkoły oraz wyzwolenie szkolnictwa i nauczycieli spod supremacji kleru, utworzenie cmentarzy dla bezwyznaniowców oraz zaprowadzenie ksiąg aktów stanu cywilnego. Po zdelegalizowaniu Stowarzyszenia Wolnomyślicieli Polskich (1928), jego członkowie zasilili szeregi PZWM, wnosząc tendencje lewicowo-ateistyczne, co spowodowało radykalizację programową o lewicowym charakterze. Na V Krajowym Zjeździe w Warszawie (1936) na przewodniczącego Związku wybrano Stefana Czarnowskiego. 
Związek wydawał periodyki: miesięcznik Życie Wolne (1927–1928, redagowany przez Romualda Minkiewicza) oraz miesięcznik, a następnie dwutygodnik Wolnomyśliciel Polski (1928–1935) redagowany przez Teofila Jaśkiewicza (Henryka Wrońskiego). Prowadził także działalność wydawniczą: Kalendarz Wolnego Myśliciela 1935/36, dwutygodnik Błyski Wolnomyślicielskie (1933–1936), miesięcznik pomorski Pionier (1935–1936). W lutym 1936 władze administracyjne zawiesiły działalność PZMW i jego agend wydawniczych.
W roku 1946 grupa działaczy byłego PZMW reaktywowała ruch, powołując Stowarzyszenie Wolnomyślicieli w Polsce i rozpoczęła wydawanie periodyku Głos Wolnych łącznie z antyklerykalnym dodatkiem Zerwikaptur. Działalność Stowarzyszenia została w 1951 rozwiązana na mocy decyzji władz administracyjnych.
Odrodzenie ruchu laickiego nastąpiło po odwilży październikowej 1956 roku. W 1957 założone zostały dwie organizacje – Stowarzyszenie Ateistów i Wolnomyślicieli oraz Towarzystwo Szkoły Świeckiej.